# Cap Blanc-Nez
Pour l’article homonyme, voir Blanc-nez (singe).
Le cap Blanc-Nez est un cap situé à Escalles dans le Pas-de-Calais, à 10 km de la ville de Calais et environ 25 km de Boulogne-sur-Mer. Il s'agit de la falaise la plus septentrionale de France.
Il est constitué de falaises escarpées, constituées de craie et de marne. Ces falaises s'élèvent jusqu'à 134 m de haut (151 m selon le Conservatoire du littoral) au-dessus d'un estran rocheux.
Il forme, avec le cap Gris-Nez situé 10 km plus au sud, le Grand Site des Deux Caps, labellisé Grand Site de France depuis 2011. Cet ensemble est l'un des sites emblématiques du parc naturel régional des caps et marais d'Opale, et l'un des plus attractifs du nord de la France (2,5 millions de visiteurs par an).  
La falaise supporte une lande herbeuse, d'une qualité liée au sol et aux vents et embruns salés. Ces pelouses herbeuses sont entourées de grandes cultures et sont localement marquées par des séquelles de guerre (cratères de bombes de la Seconde Guerre mondiale).
C'est un point de vue stratégique de la région, où par temps clair on peut observer distinctement les falaises de Douvres qui marquent les côtes anglaises de l'autre côté du pas de Calais, les ferrys qui font la navette entre Calais et Douvres, l'important trafic maritime passant par le détroit, mais aussi le cap Gris-Nez et la baie de Wissant à l'ouest, la plaine flamande au nord, et les collines du Boulonnais au sud-est.
L'orthographe actuelle n'est pas conforme aux anciennes dénominations.  Au XVIIe siècle, on l'appelait le Blannest. Si la première partie du nom désigne bien la couleur, la seconde partie -ness ou -nes est issue du vieux saxon naes qui signifie promontoire.

## Géologie

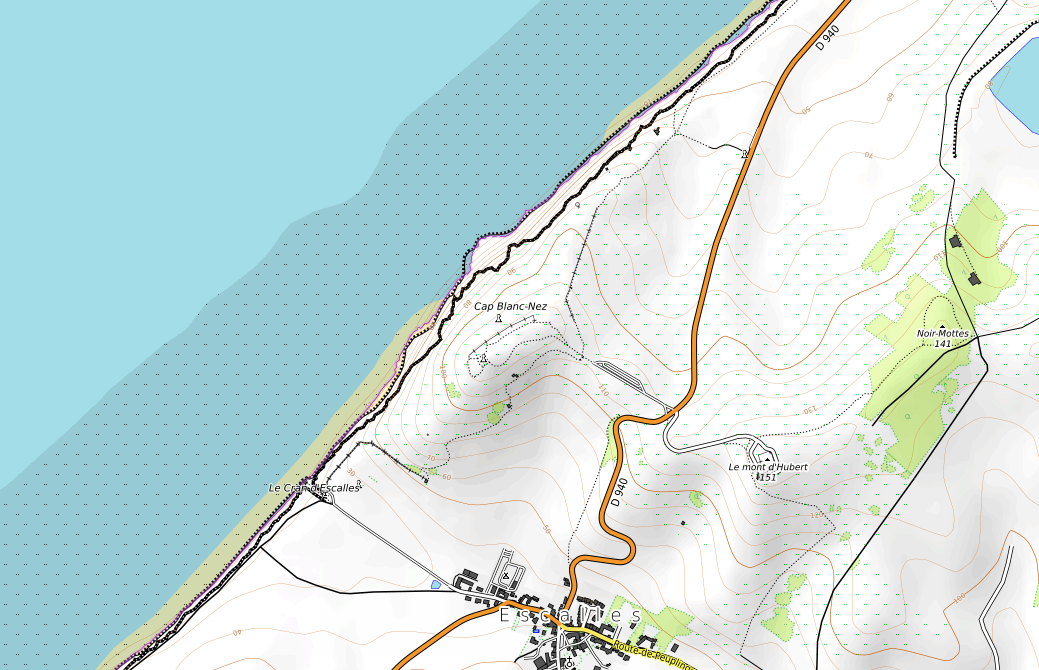
Carte topographique du cap.

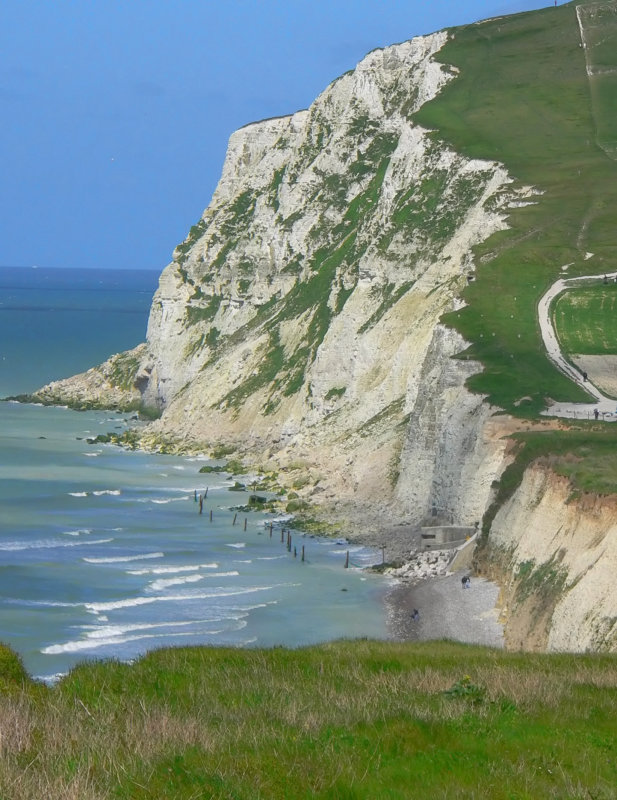
Le Cap Blanc-Nez vu depuis le petit Blanc-Nez.

Le Cap Blanc-Nez et les monts qui lui sont associés forment une crête au relief accidenté, représentant la branche nord de l'anticlinal de l'Artois. Aux pieds de ces falaises blanches subsistent  les traces d'un ancien rivage de l'ère quaternaire, fossilisé par la plaine maritime. La coupe de cette plage fossilisée constitue une curiosité exceptionnelle, de renommée internationale.

## Aspects environnementaux et biogéographiques

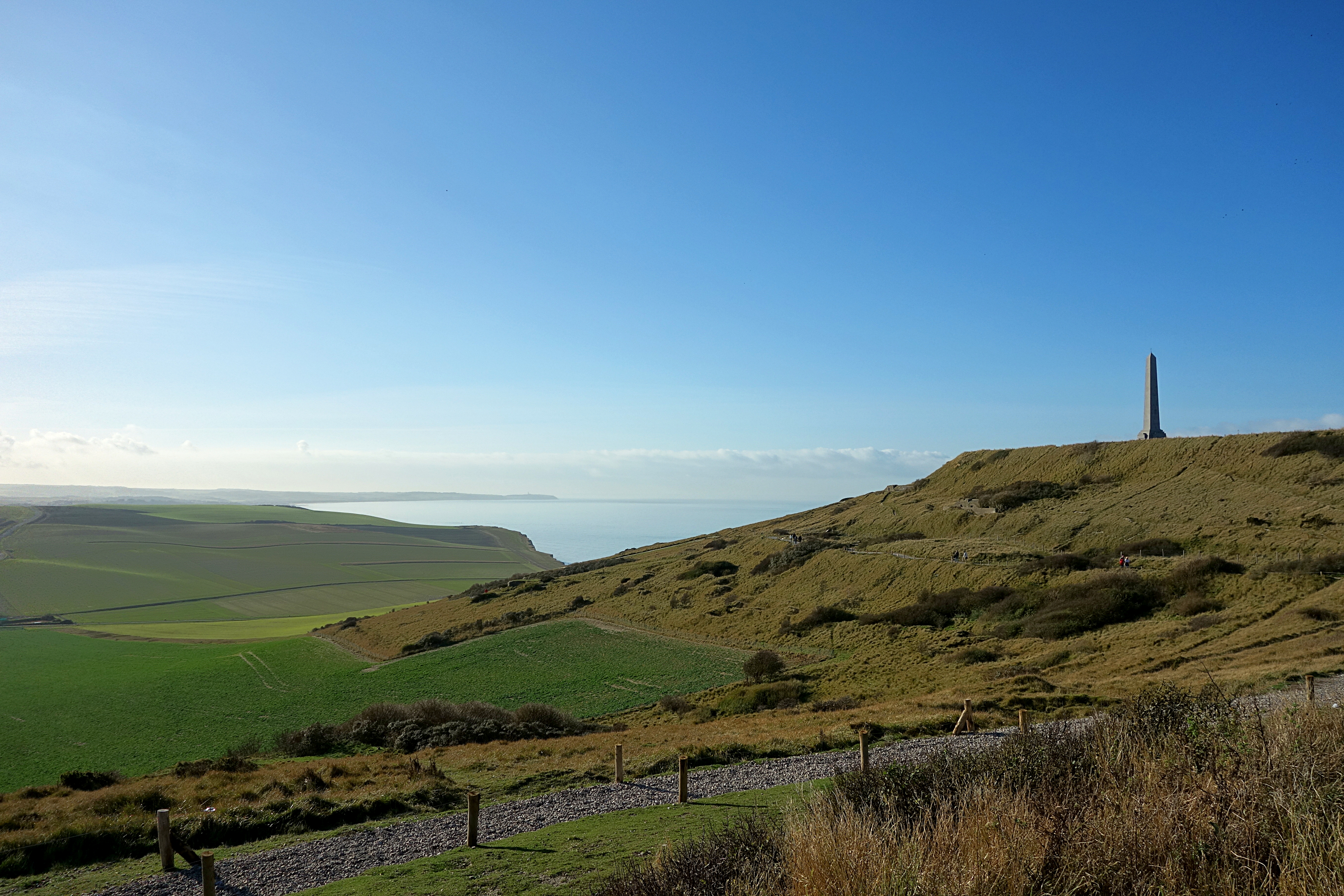
Le Cap Blanc-Nez et, au fond, le Cap Gris-Nez

Ce site abrite le seul habitat de type coteau calcaire situé directement en bord de mer pour toute la façade maritime de la région Hauts-de-France.

### Flore
Des pelouses calcaires uniques dans la région et sans doute en France (espèces endémiques du boulonnais) subsistent sur le haut de la falaise. Elles hébergent une flore exceptionnelle, dont deux espèces nouvelles pour la flore française, et la rarissime gentiane amère. Le Chou marin est une des espèces emblématiques ; c'est l'ancêtre de tous les choux cultivés. L'origan et le thym parfument le tapis végétal où l'on trouve aussi la chlore, l'euphraise la scabieuse ou la polygale, l'hélianthème, diverses orchidées.
Malheureusement, le site a beaucoup souffert de son attrait touristique. S'ajoutant au dépôt d'ordures diverses, le piétinement trop important transforme la pelouse en prairie et localement la roche mère affleure : la flore s'appauvrit et certaines espèces finissent par disparaître.
Depuis 1987, le département du Pas-de-Calais et le conservatoire du littoral tentent de préserver ces espaces naturels de grande valeur. Dans cette optique, le site a été restructuré en 2005, avec notamment la suppression des parking du Blanc-Nez et du plan d’Escalles.

### Faune
Les pelouses abritent essentiellement des passereaux, dont le Tarier pâtre. Les falaises constituent un site important de nidification grâce aux anfractuosités et petites cavernes de la paroi crayeuse : choucas des tours, hirondelle de fenêtre, fulmar boréal, faucon crécerelle, Mouette tridactyle, sterne, goéland argenté...
Ce milieu inaccessible permet également le développement d'une flore spécifique comme le chou des falaises. 
Lors des périodes de migration aviaire (printemps, automne), le trait de côte (véritable couloir écologique d'importance paneuropéenne pour les oiseaux) est longé ou survolé par des millions d'oiseaux migrateurs. 
À partir des falaises, un observateur attentif et équipé de bonnes jumelles peut parfois apercevoir des phoques ou de petits cétacés.

### Classements et protection foncière

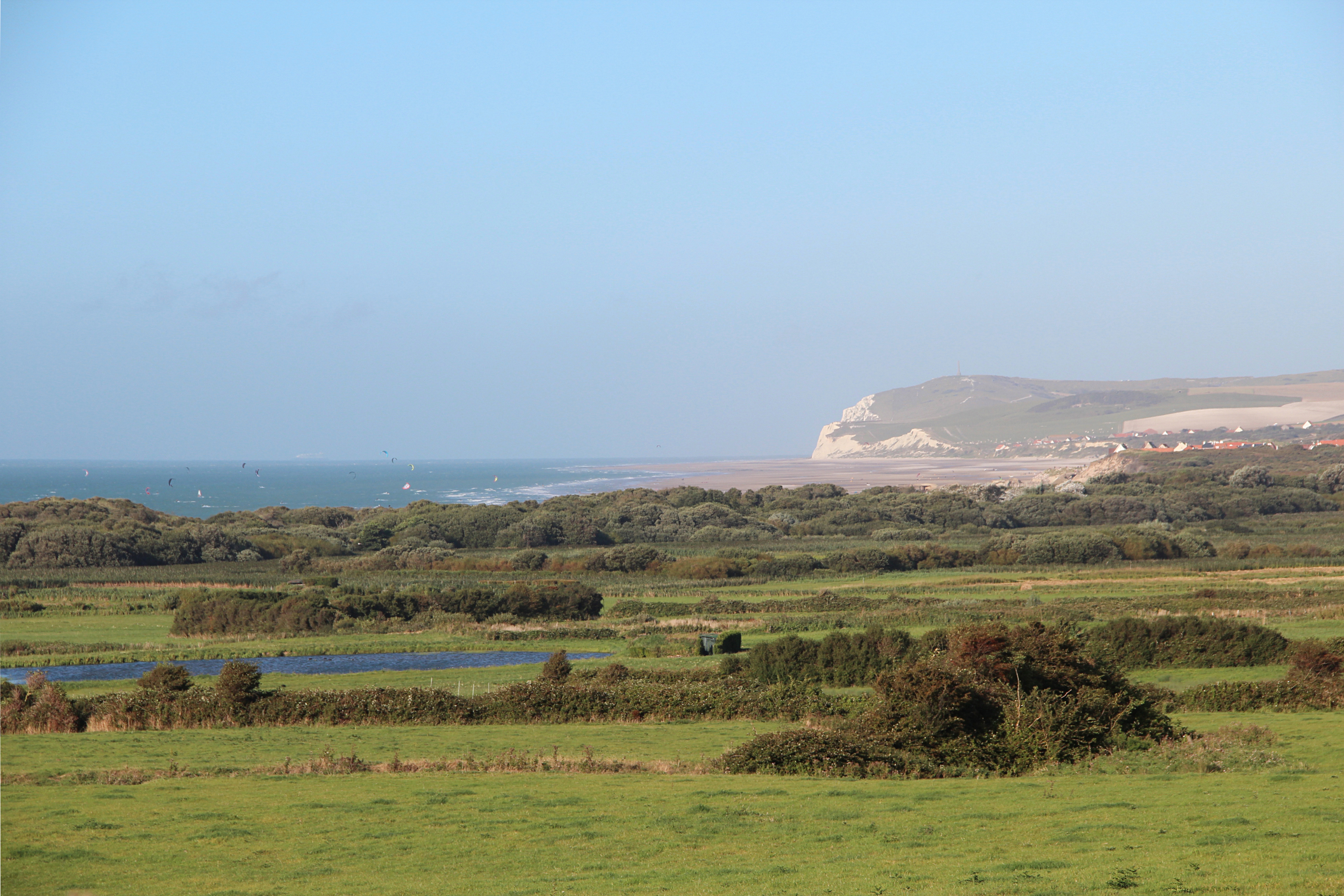
Le Cap Blanc-Nez et les marais de Tardinghen.

Le site est déjà classé pour son exceptionnel intérêt paysager et écopaysager. 
Il fait partie du réseau européen Natura 2000 (site FR3100477).
Une désignation complémentaire au titre du réseau natura 2000 en mer est prévue avant mi-2008 et à ce titre a une importance particulière pour le réseau écologique paneuropéen et pour la trame verte régionale et la trame verte et bleue nationale.
Début 2009, 116 hectares avaient été achetés par le conservatoire du littoral (de 1987 - 2003), en 23 actes d'acquisition signés, sur les communes d'Escalles et Sangatte. Les terrains acquis sont gérés par Eden 62 avec le Parc naturel régional des caps et marais d'opale.

## Histoire
Le Cap est depuis probablement très longtemps un point de repère pour les marins et les cartographes ; 
Selon la géographie de Ptolémée, repris par d'autres auteurs anciens, le « blanness » se projetait d'une lieue en mer (le trait de côte a été modifié depuis cette époque par l'érosion des falaises.

### Site de mémoire
Un monument en forme d'obélisque a été érigé au sommet du Cap entre 1920 et 1922. Ce mémorial, dédié à la patrouille de Douvres, symbolise le sacrifice des soldats français et britanniques qui ont défendu les eaux du pas de Calais, hautement stratégiques, au cours de la Première Guerre mondiale. Léon De Keyser, architecte à Gand (Belgique) est l'auteur du monument, M. Martiny, entrepreneur à Bruxelles (Belgique), en est le réalisateur.

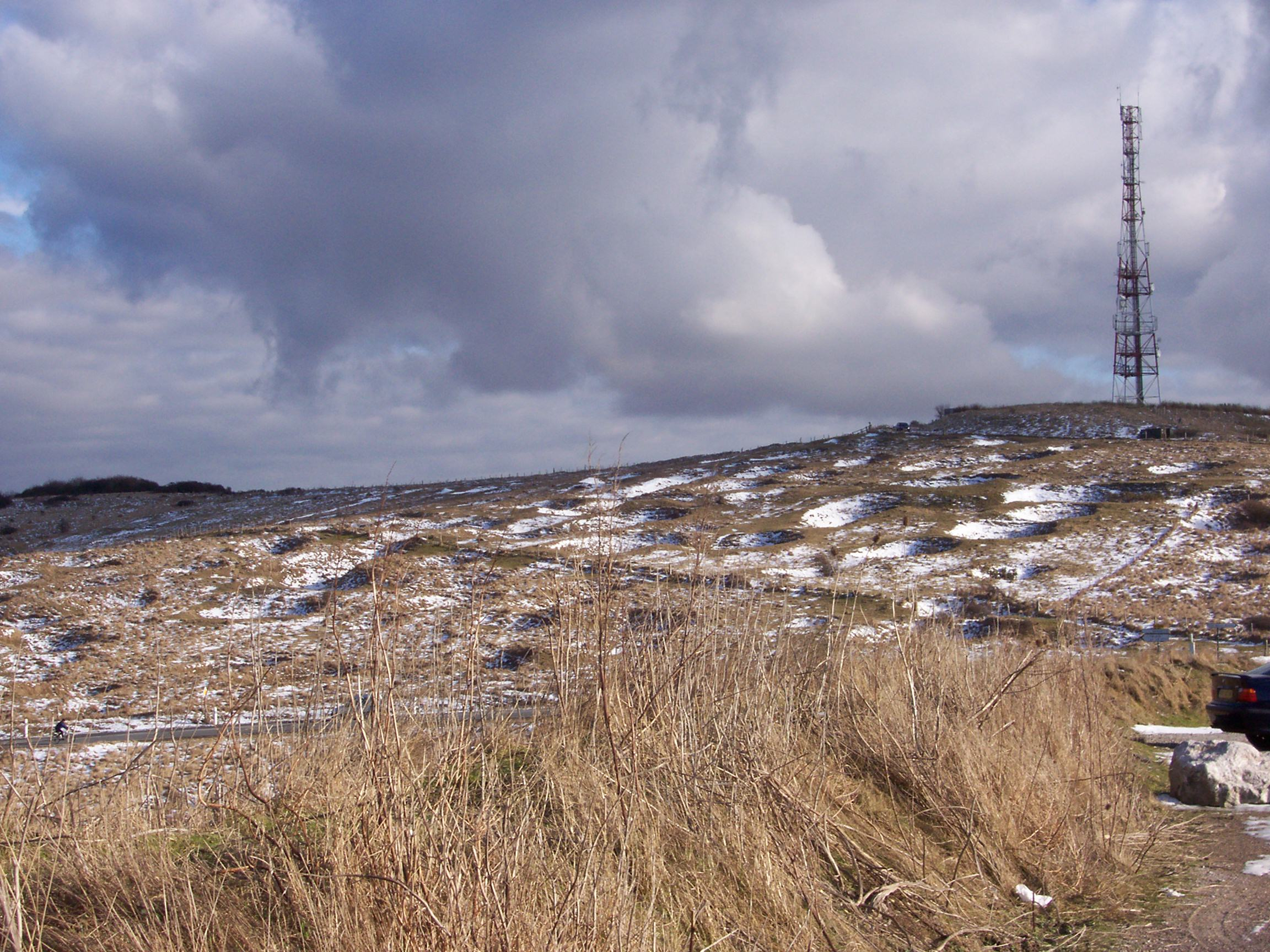
Traces des bombardements de la Seconde Guerre mondiale, toujours visibles depuis le Cap Blanc-Nez. Photographie prise en hiver, en février 2010.

Au sommet se trouvent des bunkers datant de la Seconde Guerre mondiale. Les traces des bombardements sont également toujours visibles plus de 70 ans après.
Sur le flanc sud-ouest, un dallage forme une inscription en majuscule visible du ciel : « Gloire à Marie Médiatrice ». Chaque lettre mesure environ 7 mètres et l'ensemble, sur deux lignes, est long d'une soixantaine de mètres.

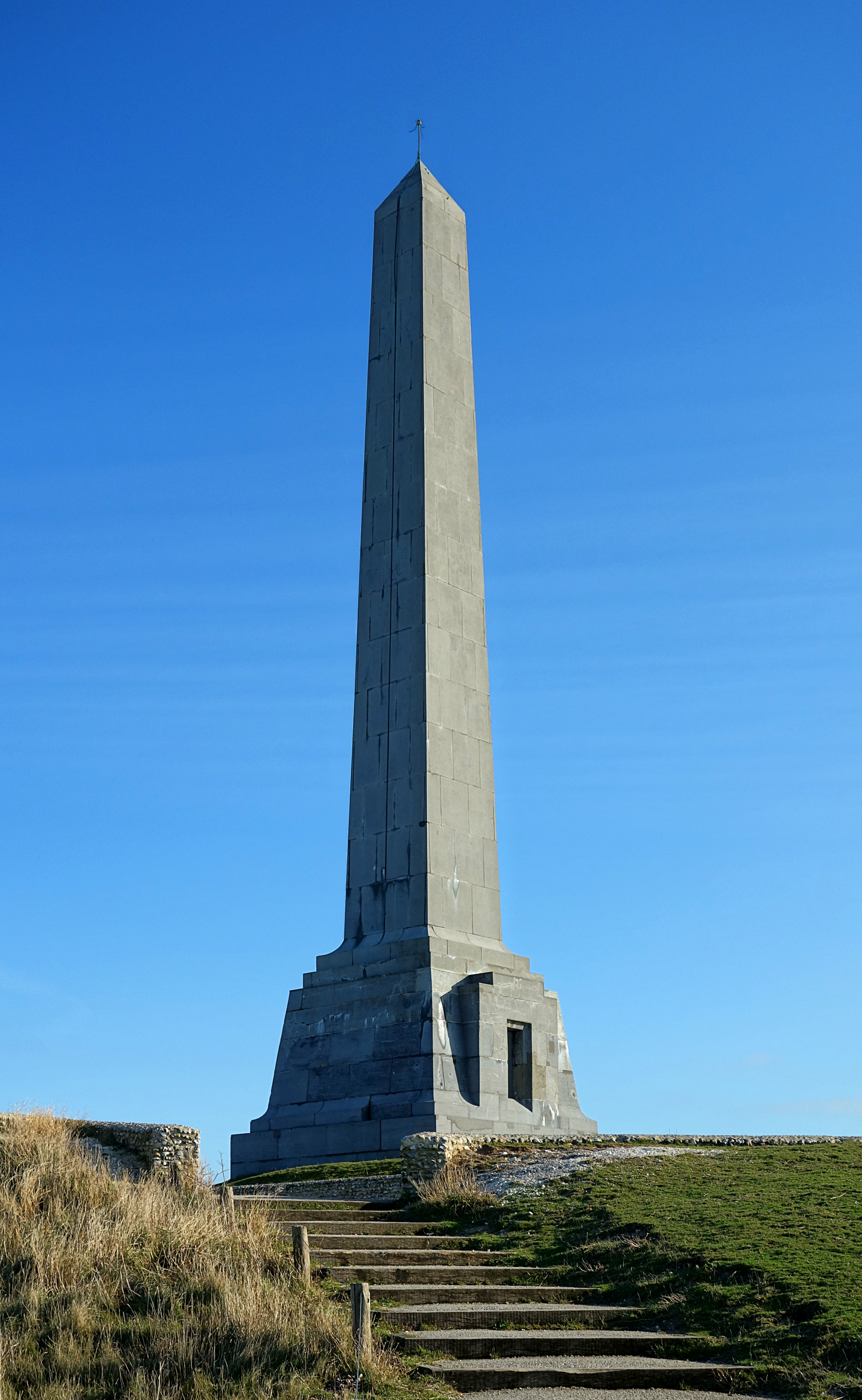
Monument dédié à la Dover Patrol.

## Toponymie
En ancien néerlandais: Blankenesse.
Blanconneïs & Blacquenés (1546), Blacquenay (1550), Blakne (1553), Leblancnes (1583), Blanez (1672), Kaap Blankenes (1774).
Du moyen néerlandais blanke nese « cap brillant, blanc »
Un autre nom en ancien flamand était Witternesse, ce qui veut dire « cap blanc ».
Remarque : les différents Nez normands (Nez de Jobourg, etc.) ne remontent pas au néerlandais, mais au vieux norrois nes de même sens.

## Travaux
Le Cap Blanc-Nez bénéficie d'une opération de sauvegarde d'envergure menée par le Conseil départemental du Pas-de-Calais et financée par la Région, l'État et l'Union Européenne : renaturation des anciens parkings, remodelage du sommet du Cap, inauguration du monument de la Dover Patrol, etc. Tous les efforts sont conjugués pour redonner une nouvelle jeunesse à ces falaises. Cette opération concerne également le Cap Gris-Nez.
Contre la colline, une cuvette dite « Fond Pignon » a accueilli sur 30 hectares, derrière une digue de 35 mètres de haut,  environ 5,3 millions de mètres cubes de boue de craie bleue extraite par l'équipe française de creusement du tunnel sous la Manche. Cette boue s'y déshydrate peu à peu pour être recolonisée par la végétation. 
Afin qu'elle ne soit pas érodée par les pluies et qu'elle s'intègre rapidement dans le paysage, la digue a été ensemencée par des graines prélevées sur le site même, grâce au conservatoire Botanique de Bailleul. 
70 hectares sont pâturés par les troupeaux d'éleveurs locaux afin d'entretenir des pelouses rases favorables aux espèces de milieux ouverts que les brachypodes et bromes tendent à supplanter.

## Anecdote
Pendant le mouvement social contre le projet de réforme des retraites en France de 2023, l'Élysée annonce le report de la première visite officielle à l'étranger du roi britannique Charles III, qui aurait dû avoir lieu du dimanche 26 mars au mercredi 29 mars, en raison du contexte social.  Pour s'excuser, une centaine de militants de l'intersyndicale de Calais ont déployé une banderole géante du haut des 150 mètres de la falaise du cap Blanc Nez, face aux côtes anglaises, avec une seconde banderole "Borne, change de cap !",,,.